# Aab, baad, khaak
Aab, baad, khaak (persa آب، باد، خاک, Aigua, vent, pols) és una pel·lícula iraniana del 1989 del director Amir Naderi. Sovint es veu com una peça acompanyant de la pel·lícula anterior del director Davandeh, i està protagonitzada pel mateix actor principal Madjid Niroumand. Ambdues pel·lícules també van guanyar el premi Montgolfière d'or al Festival dels Tres Continents.

## Argument
Un adolescent iranià retorna al sel poble després d'una llarga absència. Tanmateix, troba que tots els seus habitants llevat un ancià l'han abandonat degut a una sequera perllongada fugint de la fam. Aleshores pren la determinació de fer un viatge a través d'un paisatge dessolat i hostil en recerca de la seva família.

## Repartiment
- Madjid Niroumand

## Crítiques
Aab, baad, khaak és considerada com una de les millors pel·lícules de Naderi. El cineasta Sean Baker la va descriure (igual que Davandeh) com una influència important en el seu llargmetratge de 2017 The Florida Project.